# Войнуци
Войнуците (или наричани още войнугани или войнегани) е специална категория немюсюлманска военна част, съставена от членове на зависимото население в Османската империя. Те са въоръжени и участват във военни походи, а в замяна получават правото да владеят наследствени земи – т.нар. „войнушки бащини“. Институцията на войнуганите-бащиници възниква в славянските монархии на Балканския полуостров, като е наследена и адаптирана за целите на Османската империя след като османците завладяват тези княжества през XIV-XV век. Войнуците-славяни или власи, които са освободени от някои райатски данъци и се ползват със статут на „свободни поданици“ на султана.
Войнуганският институт е сроден с други категории повинно население – мартолоси, доганджии, дервентджии и се запазва в Османската империя до 1839 г., когато е отменен с Гюлханския хат-и-шериф.

## Етимология
Отглас от войнушкия османски институт са и някои наименования на области, като например названието Войнико на областта Загори – днес в Северна Гърция.

## Привилегии
Институтът войниклък е учреден от Мурад I (1362 – 1389 г.) по съвет на румелийския бейлербей Тимурташ. По този начин е използван прагматично военния опит на християнското население, още повече, че в началните години от съществуването на Османската империя се чувства и недостиг на бойци-мюсюлмани. Сърбинът Михаил Константинович, служил през 1455 – 1463 г. в еничарския корпус, пише в мемоарите си: 
| „                                                             | Има също някои свободни християни, които никому нищо не плащат, но затова не получават и никаква заплата; те се наричат войници, услужват на господаря и ако потрябва, водят императорските коне. | “ |
| Михаил Константинович, гл. XLV, първи чешки превод от 1565 г. | |   |

 Войнуците служат като конници, пехота и обоз. Не получават заплащане за службата си, но им е отстъпена земя, от която да се издържат, както и правото на плячка по време на похода. Запазени са данни за посменно отслужване по 6 месеца годишно в султанските конюшни, като косачи на султанските ливади, със спомагателни функции в османската армия, граничари, арматоли и т.н. Войнуганските семейства са набирани главно в селища с важно стратегическо значение. През XVI век над 10 000 домакинства в днешна Македония, Албания и Южна Сърбия (от общо 832 730) са на войнуци. Същевременно в санджаците Пловдив, София, Никопол и Силистра техният брой възлиза на 8909 души. Съществуват и т.нар. зеваид-войнуци (резервен състав, свръхщатни войници), които също са освободени от извънредните данъци авариз и нюзул. Селищата, в които живеят, са под закрилата на закона, а самите войнуци са освободени от повечето от данъците в Османската империя. Единственият данък, с който се облагат всички войнугански селища (не поголовен, а общ данък), се нарича макту.
Привилегиите и задълженията на войнишкия институт са изложени в „Кануна на войниците“, дял от Румелийския канун. Според този законник зеваид-войници, придадени на спахиите, трябва да плащат испенджé (на немски: Sklavengeld, славянски данък), глоби, данък за овце и пчели на самия спахия. Войници, които обръщат необработена земя в лозя, плащат десятък от гроздето на спахиите и нямат право да отказват това си задължение. Войнишките земи трябва всякога да се дават само на войници, но са защитени срещу мюсюлманско обсебване. Войникът не плаща десятък за войнишката земя, обаче плаща 50 аспри десятък, 12 аспри тревнина и 25 аспри испенджѐ за другите земи, които обработва. Стадата на войнука са обложени с данък само ако са над 100 глави. Синовете, братята и родът му плащат поголовен харач и испенджѐ, обаче не в такъв размер, какъвто плащат подвластните на спахиите. В Истинският канун на Селим и Сюлейман II се конкретизира, че ако войник откаже да отиде на война и да служи в императорските обори, плаща глоба от 500 аспри и подлежи на телесно наказание. Всички войнугански общини в империята се администрират от нетериториалния Войнугански санджак (на турски: Voynugân Sancağı)

## Структура и служба
Най-малкото войнуганско подразделение – гьондер, се състои от 4 до 6 души. Всеки войнук е задължен да отбие 2 години военна служба, като през това време другите от гьондера му, наречени ямаци, трябва да обработват и нивите на наборника, като реколтата дават на семейството му. Няколко гьондера (обикновено 10) образуват орда, командвана от мюсюлманин-черибашия (на турски: çeribaşı, войнишки главатар) с помощник байрактар. Чарибашиятата е глава на войнишкото село, изпълнява длъжността на съдия и взема в своя полза наложените глоби и данъка върху виното. Според Константин Иречек войнуганските байрактари носят шапка с лисича опашка и знаме от къс червено сукно с образа на полумесеца. Когато не са на служба във войската, войнуците охраняват проходи, мостове и пътища.
За службата им свидетелстват пътешественици като Ханс Дерншвам, който записва, че през 1553 г. среща около Ниш една дружина войници, въоръжени с къси копия и отиващи към Темешварския лагер. Той записва названието им на немски: Woinitzi и съобщава, че не са наемници, а български селяни, освободени от данъци и снабдени с привилегии. Според друг пътешественик – Герлах, през април 1578 г. няколко хиляди войнуци пристигнали в Цариград със свирня на кавали, гайди и с ръченици и песни минали по целия град, като събирали при това пари. На Гергьовден те тържествено извели султанските и везирските коне по ливадите, останали там четири месеца и косели сено за през зимата.

## Войнугани по българските земи
Войнушките села в Османската империя са наричани войник-куралери и се разполагат предимно в планински райони. В българските земи такива са Копривщица, Панагюрище, Котел, Жеравна, Градец, Ямбол, Сливен, Цепина, Белово, Конаре и много други около Къркклисе и София. Османски документ от XVI век сочи, че в българските земи се водят на отчет 40 000 войнугани. Според някои извори османците наричат цялата българска рая „войнуци“ Много ценни данни за войнуците по нашите земи се съдържат и в писанието на българския архивист Диаманди Ихчиев от Велес.
Отначало българските войнуци са с редови ранг само като членове на гьондерите. Постепенно някои от тях показват качества и заслуги и стават черибашии и байрактари, като изместват турците от тези длъжности. Запазени са данни за заменяне на терминологията с български наименования – черибашията става дедек (вероятно това произхожда от дедец – старейшина на богомилската община), а байрактаря – пряпорник. Гьондерите наричат шесторки, а ордата – отряд.
Опитите на османските власти след XVI век да намалят някои от привилегиите на войнуганите предизвиква тяхната съпротива. През 1575 г. султан Мурад III нарежда всички войнуци от Пловдивския вилает да се изпратят в Истанбул, защото се готви за поход и иска да попълни войската си. Те обаче са отбили задължението си за 2-годишна служба и отказват да се подчинят. Султанът изпраща Субаши Хюсеин насила да ги заведе в столицата. Съдействие трябва да му окаже пловдивският валия Исилям бей. Когато султанските сили стигат до Панагюрище, пред града са посрещнати от шест отряда, начело с дедеците Райко Драгомиров, Недялко Ников, Досю Горнидже, Петър Длавиде, Недялко Кледостри, които категорично заявяват, че няма да тръгнат за Стамбул. Субаши Хюсеин им дава 3 дни срок да размислят и ако и след това не са променили решението си, ги заплашва със сила да ги застави да изпълнят султанската повеля. Българите са решени да не отстъпват и изпращат хора в Стамбул, които убеждават сънародниците си на служба във войската да напуснат военните лагери. Започва масов отлив. Изпратените от панагюрските войнуци се връщат с 600 души, готови да атакуват войниците на Субаши Хюсеин. Той се отказва от намерението си да ги води в Стамбул и се оттегля. Когато се връща в столицата, султанът го разжалва и заповядва да му ударят 30 тояги за неизпълнение на неговата заповед. Запазва си обаче едно на ум, че с българските войнуци трябва да се отнася внимателно.
Когато започва акцията за помохамеданчването на българите в Чепино, хората от войнушкото село Ципра заявяват, че няма да предадат вярата си. Въоръжават се даже жените и старците, които дни и нощи стоят на стража в подстъпите към селото, за да не допуснат турците в него. Така то остава християнско, въпреки че цяло Чепино е помохамеданчено.
Когато започват да върлуват кърджалиите, войнуците организират отбраната на техните селища. Освен това устройват засади на кърджалийските банди и им нанасят чувствителни загуби. Дедеците започват да се наричат войводи, а отрядите – дружини. Кърджалиите скоро разбират, че там, където има войнуци, не могат да влизат и отдалече заобикалят техните селища.
През Руско-турската война 1806/12 г. и особено тази през 1828 – 29 г. дружините на войнуците активно подпомагат действията на руските войски, разочаровани от низам-и Джедид. Турските власти не могат повече да разчитат на тази феодална институция и през 1839 г. войнуганския статут е обявен за закрит. Земите им са иззети и превърнати в тимари, вакъфски имоти и спахийски ленни владения. Войнуците обаче запазват оръжието си и го предават на своите потомци, които се превръщат в бойци за национално освобождение. Участват в хайдушките чети, легиите, във въстанията и в Българското опълчение по време на Освободителната война.

През ХХ век Христо Бръзицов споделя своите данни за кастата на бащиниците от Панагюрище в текста:
| „                     | ...панагюрци били „войнугане“ и не допускале в града си – .. – да стъпва турски крак. Те се събирали в Панагюрище със стотици и потегляли към Цариград да служат на султановите конюшни. | “ |
| Хр. Бръзицов, НЦ, 18. | |   |

Войнушките селища запазват известна самостойност по време на османския период и стават центрове на българското Възраждане.